# Małkinie
Małkinie (niem. Malkiehnen) – wieś w Polsce położona w województwie warmińsko-mazurskim, w powiecie ełckim, w gminie Ełk.
Leży na zachodnim brzegu Jeziora Woszczelskiego.
W latach 1975–1998 miejscowość administracyjnie należała do województwa suwalskiego.